# Isländische Fußballnationalmannschaft/Europameisterschaften
Der Artikel beinhaltet eine ausführliche Darstellung der isländischen Fußballnationalmannschaft der Männer bei Europameisterschaften. Island nahm 2016 zum ersten Mal an der Endrunde zur Europameisterschaft teil.

## Übersicht
Island konnte sich erstmals im September 2015 für die 2016 stattgefundene Endrunde zur Europameisterschaft qualifizieren.
| Jahr | Gastgeberland           | Teilnahme bis …    | Letzte(r) Gegner | Ergebnis | Trainer                            | Bemerkungen und Besonderheiten |
| ---- | ----------------------- | ------------------ | ---------------- | -------- | ---------------------------------- | --- |
| 1960 | Frankreich              | nicht teilgenommen |                  |          |                                    | |
| 1964 | Spanien                 | nicht qualifiziert |                  |          |                                    | in der Vorrunde an Irland gescheitert |
| 1968 | Italien                 | nicht teilgenommen |                  |          |                                    | |
| 1972 | Belgien                 | nicht teilgenommen |                  |          |                                    | |
| 1976 | Jugoslawien             | nicht qualifiziert |                  |          |                                    | in der Qualifikation an Belgien gescheitert, das sich aber auch nicht für die Endrunde qualifizieren konnte. |
| 1980 | Italien                 | nicht qualifiziert |                  |          |                                    | in der Qualifikation an den Niederlanden gescheitert |
| 1984 | Frankreich              | nicht qualifiziert |                  |          |                                    | in der Qualifikation am späteren Vizeeuropameister Spanien gescheitert |
| 1988 | BR Deutschland          | nicht qualifiziert |                  |          |                                    | in der Qualifikation am späteren Vizeeuropameister UdSSR gescheitert |
| 1992 | Schweden                | nicht qualifiziert |                  |          |                                    | in der Qualifikation an Frankreich gescheitert |
| 1996 | England                 | nicht qualifiziert |                  |          |                                    | in der Qualifikation an der Schweiz und der Türkei gescheitert |
| 2000 | Niederlande und Belgien | nicht qualifiziert |                  |          |                                    | in der Qualifikation an Frankreich und der Ukraine gescheitert, die sich aber auch nicht qualifizieren konnte. |
| 2004 | Portugal                | nicht qualifiziert |                  |          |                                    | in der Qualifikation an Deutschland und Schottland gescheitert, das sich aber auch nicht qualifizieren konnte. |
| 2008 | Österreich und Schweiz  | nicht qualifiziert |                  |          |                                    | in der Qualifikation am späteren Europameister Spanien und Schweden gescheitert |
| 2012 | Polen und Ukraine       | nicht qualifiziert |                  |          |                                    | in der Qualifikation an Dänemark und Portugal gescheitert |
| 2016 | Frankreich              | Viertelfinale      | Frankreich       | 8.       | Lars Lagerbäck Heimir Hallgrímsson | Als Gruppenzweiter für das Achtelfinale qualifiziert. Dort 2:1 gegen England gewonnen |
| 2021 | Europa                  | nicht qualifiziert |                  |          |                                    | In der Qualifikation zunächst in der Gruppe an Frankreich und der Türkei und in den Play-offs an Ungarn gescheitert. |
| 2024 | Deutschland             | nicht qualifiziert |                  |          |                                    | Als Gruppenvierte der Qualifikation hinter Portugal, der Slowakei und Luxemburg nicht direkt qualifiziert. In den Play-offs trafen sie im März 2024 zunächst auf Israel und gewannen mit 4:1. Gegner im Play-off-Finale war die Ukraine, gegen die mit 1:2 verloren wurde. |

## Endrunden mit vier Teilnehmern

### EM 1960
An der ersten Fußball-Europameisterschaft 1960, die noch als „Europapokal der Nationen“ ausgetragen wurde, wollte Island nicht teilnehmen.

### EM 1964
Vier Jahre später wollten schon mehr Mannschaften als 1960 teilnehmen, darunter auch Island. Daher wurde eine Vorrunde vorgeschaltet. Island musste gegen Irland antreten und verlor das Auswärtsspiel am 12. August 1962 mit 2:4. Beide Tore erzielte Ríkharður Jónsson. Das 1:1 im Heimspiel reichte dann nicht, um das Achtelfinale zu erreichen. Irland schied im Viertelfinale gegen Spanien aus, das dann als Ausrichter der Endrunde erstmals den Titel gewann.

### EM 1968
An der dritten Europameisterschaft nahm Island dann wieder nicht teil.

### EM 1972
Auch vier Jahre später verzichtete Island auf die Teilnahme.

### EM 1976
1976 wurde die Endrunde letztmals mit vier Mannschaften ausgetragen. Island nahm wieder an der Qualifikation teil, scheiterte aber in der Gruppenphase an Belgien, der DDR und Frankreich. Dabei gewann Island nur das Heimspiel gegen die DDR und erreichte zudem in der DDR ein 1:1, wodurch die DDR die Qualifikation verpasste. Ein weiterer Punktgewinn gelang mit einem 0:0 im Heimspiel gegen Frankreich. Gruppensieger Belgien scheiterte dann im Viertelfinale an Vizeweltmeister Niederlande.

## Endrunden mit acht Teilnehmern

### EM 1980
Vier Jahre später traf Island dann in der Qualifikation für die Europameisterschaft in Italien, die erstmals mit acht Mannschaften ausgetragen wurde, auf die Niederlande sowie Polen, erneut die DDR und die Schweiz. Island verlor alle acht Spiele, erzielte dabei nur zwei Tore und schied wieder als Gruppenletzter aus.

### EM 1984
In der Qualifikation für die EM 1984 in Frankreich mussten die Isländer in Gruppe 7 wieder gegen die Niederlande sowie diesmal Spanien, Irland und Malta antreten. Island verlor gleich das erste Spiel gegen Malta, konnte dann aber im Heimspiel gegen die Niederlande beim 1:1 einen Punkt gewinnen, der den Niederländern am Ende fehlte. Danach folgten knappe Niederlagen, aber auch ein 1:0 im Heimspiel gegen Malta, so dass Island am Ende immerhin Vorletzter wurde. Gruppensieger Spanien fuhr zur EM und wurde dort Vizeeuropameister.

### EM 1988
Für die Europameisterschaft in Deutschland konnte sich Island wieder nicht qualifizieren. In einer Gruppe mit der UdSSR, der DDR, Frankreich und Norwegen, gewannen die Isländer im „Wikinger-Duell“ mit den Norwegern beide Spiele. Zudem gelangen in den Heimspielen gegen die UdSSR und Titelverteidiger Frankreich zwei Unentschieden. Gegen die DDR wurden dagegen diesmal beide Spiele verloren, darunter das Heimspiel mit 0:6. Am Ende konnten sie somit nur die Norweger hinter sich lassen. Gruppensieger UdSSR wurde dann bei der Endrunde zum zweiten Mal Vizeeuropameister.

### EM 1992
In der Qualifikation für die EM 1992 traf Island dann wieder auf Frankreich, sowie die Tschechoslowakei, Spanien und Albanien. Die Isländer gewannen zwar das Auftaktspiel gegen Albanien, verloren dann aber fünf Spiele in Folge, bevor sie mit dem 2:0 im Heimspiel gegen Spanien einen Achtungserfolg erzielten. Nach der 1:3-Niederlage im letzten Spiel gegen die schon für die EM qualifizierten Franzosen, reichte es wieder nur zum vorletzten Platz. Frankreich scheiterte dann aber bei der Endrunde in der Gruppenphase an den nachnominierten Dänen, die überraschend den Titel gewannen.

## Endrunden mit 16 Teilnehmern

### EM 1996
Für die EM 1996 in England, die erstmals mit 16 Mannschaften ausgetragen wurde, mussten sich die Isländer gegen die Schweiz, die Türkei, Schweden und Ungarn qualifizieren. Die Isländer konnten nur das Heimspiel gegen die Ungarn gewinnen sowie zwei Remis gegen Schweden und die Türkei erzielen. Damit reichte es diesmal nur zum letzten Platz. Gruppensieger Schweiz und die zweitplatzierten Türken qualifizierten sich erstmals für die EM-Endrunde, schieden dort aber in der Gruppenphase aus.

### EM 2000
Für die EM 2000 mussten die Isländer sich in einer Gruppe mit Weltmeister Frankreich, der Ukraine, Russland, Armenien und Andorra qualifizieren. Island blieb in den ersten sechs Spielen ungeschlagen, wobei neben drei Remis – u. a. gegen den Weltmeister – sowie je einem Sieg gegen Armenien und Andorra, das alle Spiele verlor, auch ein 1:0 gegen Russland gelang. Am Ende gab es aber noch drei Niederlagen, so dass nur der vierte Platz heraussprang. Gruppensieger Frankreich wurde dann bei der Endrunde auch Europameister.

### EM 2004
In der Qualifikation für die EM 2004 traf Island auf Vizeweltmeister Deutschland, Schottland, Litauen und die Färöer. Island belegte diesmal Platz 3, der zweite Platz und damit die Qualifikation für die Playoffs der Gruppenzweiten wurde durch ein 0:3 am letzten Spieltag gegen die bereits qualifizierte deutsche Mannschaft verpasst. Den deutschen Fußballfans blieb aber besonders das 0:0 in Island im Gedächtnis, da es danach zur Wutrede des deutschen Teamchefs Rudi Völler gekommen war. Völler trat dann nach einem enttäuschenden Auftritt der deutschen Mannschaft bei der EM-Endrunde von seinem Posten zurück.

### EM 2008
Vier Jahre später musste sich Island für die nächste EM gegen Spanien, Schweden, Nordirland, Dänemark, Lettland und Liechtenstein qualifizieren. Die Isländer begannen furios und gewannen mit 3:0 in Nordirland. Danach folgten aber vier Niederlagen und nur ein 1:1 gegen Liechtenstein. Nach einem 0:5 in Schweden gelang aber mit dem 1:1 im Heimspiel gegen Spanien ein Achtungserfolg und auch das Heimspiel gegen die Nordiren wurden gewonnen. Die drei folgenden Niederlagen bedeuteten aber nur den vorletzten Platz in der Gruppe. Spanien und Schweden fuhren als Erster und Zweiter zur EM-Endrunde bei der Spanien zum zweiten Mal den Titel gewann.

### EM 2012
Vier Jahre später konnten sich die Isländer wieder nicht qualifizieren. In einer Gruppe mit Dänemark, Portugal, Norwegen und Zypern starteten sie drei Niederlagen, ehe beim 0:0 auf Zypern der erste Punktgewinn gelang, verloren dann zwei weitere Spiele und konnten nur mit dem 1:0 gegen Zypern ein Spiel gewinnen, wodurch Zypern auf den letzten Platz verwiesen wurde. Gruppensieger Dänemark scheiterte bei der Endrunde in einer Todesgruppe, wo sie u. a. auf Qualifikationsgegner Portugal trafen, der sich über die Playoffs der Gruppenzweiten qualifiziert hatte und erst im Halbfinale im Elfmeterschießen am Titelverteidiger gescheitert war. Nach der verpassten EM-Qualifikation endete die Amtszeit von Nationaltrainer Ólafur Jóhannesson. Sein Nachfolger wurde der Schwede Lars Lagerbäck.

## Endrunden mit 24 Teilnehmern

### EM 2016

Startaufstellungen im ersten EM-Spiel der Isländer gegen Portugal

An der EM nahmen erstmals 24 Mannschaften teil. Für die Auslosung der Qualifikationsgruppen, die am 23. Februar 2014 erfolgte, war Island nur in Topf 5 gesetzt und wurde der Gruppe mit den Niederlanden zugelost. Weitere Gegner waren Tschechien, die Türkei, Lettland und Kasachstan, womit mit Island und Kasachstan die am weitesten voneinander entfernten Qualifikationsteilnehmer aufeinandertrafen.
Die beiden Gruppenersten konnten sich direkt für die EM-Endrunde qualifizieren. Wäre die drittplatzierte Mannschaft bester Gruppendritter, hätte sie ebenfalls direkt qualifiziert qualifiziert. Die übrigen Gruppendritten spielten in Playoffs vier weitere Teilnehmer aus.
Island begann die Qualifikation mit drei Siegen, u. a. einem 2:0 gegen den WM-Dritten Niederlande, verlor dann zwar in Tschechien, konnte aber nach einem Sieg in Kasachstan das Rückspiel gegen die Tschechen gewinnen und auch beim WM-Dritten. Mit einem 0:0 gegen Kasachstan qualifizierte sich Island am 6. September 2015 erstmals für die EM-Endrunde, da die Niederländer in der Türkei verloren. Damit konnte verkraftet werden, dass in den beiden letzten Spielen kein Sieg mehr gelang.
Für die Gruppenauslosung am 12. Dezember 2015 war Island aufgrund des UEFA-Koeffizienten Topf 4 zugeordnet und wurde der Gruppe mit Portugal, Österreich und Ungarn zugelost. Nach Remis gegen Portugal und Ungarn konnten die Isländer durch einen Sieg gegen Österreich als Gruppenzweiter das Achtelfinale erreichen, wo sie auf England trafen. Die Isländer gerieten zwar nach vier Minuten durch einen verwandelten Strafstoß mit 0:1 in Rückstand, konnten aber postwendend durch Ragnar Sigurðsson ausgleichen. Zwölf Minuten später gelang dann Kolbeinn Sigþórsson der Siegtreffer. Im Viertelfinale trafen sie auf Gastgeber Frankreich und verloren mit 2:5, wobei sie nach der ersten Halbzeit mit 0:4 zurück lagen.

### EM 2021
Für die erste paneuropäische EM-Endrunde hatte sich Island nicht als Ausrichter beworben. In der Qualifikation, in die auch die Ausrichter mussten, trafen die Isländer auf Weltmeister Frankreich, die Türkei, Albanien, Andorra und die Republik Moldau. Nachdem sich die Isländer nach ihrer ersten EM-Teilnahme auch erstmals für eine WM-Endrunde qualifiziert hatten, wo sie aber in der Gruppenphase ausschieden, hatte Heimir Hallgrímsson seinen Posten als Nationaltrainer aufgegeben. Ihm folgte der Schwede Erik Hamrén. Unter ihm starteten sie mit einem 2:0-Sieg in Andorra in die Qualifikation, verloren dann aber beim Weltmeister mit 0:4. Danach folgten drei Heimsiege gegen die anderen Gruppengegner. In die zweite Hälfte der Qualifikation starteten sie mit einer 2:4-Niederlage in Albanien und einer 0:1-Heimniederlage gegen die Franzosen. Zwar gewannen sie das nächste Spiel gegen Andorra mit 2:0, durch ein torloses Remis in der Türkei verpassten sie aber die direkte Qualifikation, da bei einem noch ausstehenden Spiel die Türkei nicht mehr eingeholt werden kann und auch die Franzosen den direkten Vergleich gegen die Isländer gewonnen hatten, wodurch diese schon vor ihren letzten beiden Spielen die Qualifikation sicher hatten. Als einzige nicht qualifizierte Mannschaft der Liga A der UEFA Nations League 2018/19 hatten die Isländer aber noch die Chance sich über die Playoffs zu qualifizieren. Dabei hatten die Isländer zunächst im Oktober 2020 Heimrecht gegen Rumänien und konnten mit 2:1 gewinnen. Im Play-off-Finale trafen sie dann auswärts auf Ungarn, den Gewinner des Spiels gegen Bulgarien. Die Isländer gingen zwar früh in Führung, die lange hielt. In der 88. Minute kassierten sie aber noch den Ausgleich und in der Nachspielzeit den Knock-out-Treffer.

### EM 2024
Für die zweite EM in Deutschland musste sich Island in einer Gruppe mit Portugal, der Slowakei, Luxemburg, Bosnien und Herzegowina und Liechtenstein qualifizieren. Die Isländer konnten nur die Spiele gegen Liechtenstein, das immer verlor, und das Heimspiel gegen Bosnien und Herzegowina gewinnen sowie im Heimspiel gegen Luxemburg remis spielen. Damit wurden sie Gruppenvierte und verpassten die direkte Qualifikation. Sie hatten aber noch die Möglichkeit, sich über Play-off-Pfad B zu qualifizieren. Dazu mussten sie zunächst im März 2024 gegen Israel gewinnen, was nach 0:1-Rückstand mit 4:1 gelang. Gegner im Play-off-Finale war die Ukraine, die sich – ebenfalls nach Rückstand – gegen Bosnien und Herzegowina durchsetzte. Die Isländer gingen in Breslau, wo das Spiel wegen des russischen Überfalls auf die Ukraine stattfand, zwar in der 30. Minute in Führung, mussten in der zweiten Halbzeit aber zwei Gegentore hinnehmen und verpassten damit die EM-Endrunde endgültig.

## Spieler mit den meisten Toren bei Europameisterschaften
| Tore | Spieler                | Jahr (Tore) |
| ---- | ---------------------- | ----------- |
| 2    | Birkir Bjarnason       | 2016 (2)    |
|      | Kolbeinn Sigþórsson    | 2016 (2)    |
| 1    | Arnór Ingvi Traustason | 2016 (1)    |
|      | Gylfi Sigurðsson       | 2016 (1)    |
|      | Jón Daði Böðvarsson    | 2016 (1)    |
|      | Ragnar Sigurðsson      | 2016 (1)    |

Stand: 3. Juli 2016

## Bei Europameisterschaften gesperrte Spieler
- 2016 erhielt Alfreð Finnbogason im zweiten Gruppenspiel die zweite Gelbe Karte und war für das letzte Gruppenspiel gesperrt. Die zweite Gelbe Karte für Birkir Bjarnason im Viertelfinale hatte dagegen keinen Effekt, da Island ausschied.

## Anteil der im Ausland spielenden Spieler im EM-Kader
| Jahr (Spiele) | Anzahl (Länder) | Spieler (Einsätze) |
| ------------- | --- | --- |
| 2016 (5)      | 23 (1 in Belgien, 2 in Dänemark, 2 in Deutschland, 1 in England, 1 in Frankreich, 2 in Italien, 3 in Norwegen, 1 in Russland, 7 in Schweden, 1 in der Schweiz, 1 in Wales) | Sverrir Ingi Ingason (2); Ari Freyr Skúlason (5), Theódór Elmar Bjarnason (3); Alfreð Finnbogason (3), Jón Daði Böðvarsson (5); Jóhann Berg Guðmundsson (5); Kolbeinn Sigþórsson (5); Emil Hallfreðsson (1), Hörður Björgvin Magnússon; Eiður Guðjohnsen (2), Hannes Þór Halldórsson (5), Ingvar Jónsson; Ragnar Sigurðsson (5); Arnór Ingvi Traustason (2), Birkir Már Sævarsson (5), Haukur Heiðar Hauksson, Hjörtur Hermannsson, Kári Árnason (5), Ögmundur Kristinsson, Rúnar Már Sigurjónsson; Birkir Bjarnason (5); Aron Gunnarsson (5), Gylfi Sigurðsson (5) |

Stand: 3. Juli 2016

## Spiele
Island bestritt bisher fünf EM-Spiele, von denen je zwei gewonnen wurden und remis endeten sowie eins verloren wurde. Island spielte einmal gegen den Gastgeber und einmal gegen den späteren Europameister.
| Alle EM-Spiele |               |          |            |   |                     |               |                                    |
| Nr.            | Datum         | Ergebnis | Gegner     |   | Austragungsort      | Anlass        | Bemerkungen                        |
| 1              | 14. Juni 2016 | 1:1      | Portugal   | * | Saint-Étienne (FRA) | Gruppenspiel  |                                    |
| 2              | 18. Juni 2016 | 1:1      | Ungarn     | * | Marseille (FRA)     | Gruppenspiel  |                                    |
| 3              | 22. Juni 2016 | 2:1      | Österreich | * | Saint-Denis (FRA)   | Gruppenspiel  |                                    |
| 4              | 27. Juni 2016 | 2:1      | England    | * | Nizza (FRA)         | Achtelfinale  |                                    |
| 5              | 3. Juli 2016  | 2:5      | Frankreich | A | Saint-Denis (FRA)   | Viertelfinale | Letztes Spiel unter Lars Lagerbäck |